# Jean Jouvenel des Ursins
Pour les autres membres de la famille, voir Famille Jouvenel des Ursins.
Pour son fils, voir Jean II Jouvenel des Ursins.
Jean Jouvenel des Ursins ou Jean Juvénal des Ursins, né vers 1360 et mort en 1431, est un avocat et homme politique français des XIVe et XVe siècles.

## Biographie

### Origines et famille
Il est issu d'une famille champenoise, son père Pierre Jouvenel était magistrat (il figure dans une décision de 1366, relative aux otages envoyés en Angleterre, pour caution de la rançon du roi Jean Le Bon), son grand-père drapier à Troyes.

### Vie politique
Il maria ses enfants dans le milieu des parlementaires ce qui lui permit d'intégrer la magistrature de Troyes puis de Paris. Il commença sa carrière comme avocat à Troyes, puis avocat général au Parlement de Paris. En 1388, il fut nommé prévôt des marchands de Paris. En 1413, il devint le chancelier de Louis de Guyenne. En 1417, il fut nommé président de la Cour des aides. En 1418 il fut nommé maître des requêtes au Parlement de Poitiers, en 1420 ; nommé président de ce Parlement il le resta jusqu'à sa mort.
En 1408, Jean Jouvenel des Ursins confia la régence du royaume de France à Isabeau de Bavière. Hostile à Jean sans Peur, duc de Bourgogne, il fut emprisonné au Châtelet lors de la prise de Paris par les Bourguignons (1413). Fait remarquable, il eut la vie sauve lors des massacres perpétrés le 28 août 1413 par les Cabochiens[réf. nécessaire]. Libéré, il rejoignit le Dauphin, futur Charles VII.

## Mariage et descendance
Il épousa en 1386 Michelle de Vitry, nièce de Jean Le Mercier, conseiller financier du gouvernement des Marmousets du roi Charles VI. De cette union naquirent seize enfants dont neuf garçons, parmi lesquels :
- Jean (1387-1387)[2]
- Jean II Jouvenel des Ursins (1388-1473) : évêque de Beauvais, évêque de Laon et archevêque de Reims[2]
- Jehanne (1390-??)[2]
- Ysabeau (1391-??)[3], épouse Nicolas Brulart (1440/1450), conseiller du Roi[4].
- Lois (1393-??)[5]
- Jehanne (1394-??)[5]
- Eude (fille) (1396-??)[6]
- Denys (1397-??)[7]
- Marie (1399-??)[7]
- Guillaume Jouvenel des Ursins (1401-1472) : Chancelier de France et mécène célèbre[7]
- Michelette (1402-??)[8]
- Benoiste (1404-??)[8]
- Pierre (1406-1406)[8]
- Pierre (1407-??)[8]
- Michel Jouvenel des Ursins (1408-1…) : Bailli de Troyes[9]
- Jacques Jouvenel des Ursins (1410-1457) : archevêque de Reims[9]

## Domaines
Il était seigneur de Traînel et de La Chapelle-Gaultier

## Hommage
La rue des Ursins à Paris, nommée d'après l'hôtel des Ursins.